# Список школ Жуковского
Список школ Жуковского — здесь представлены школы в городе Жуковский.
| Название учреждения                                                               | Адрес школы                | Официальный сайт школы                                                                                    |
| --------------------------------------------------------------------------------- | -------------------------- | --- |
| Гимназия №1                                                                       | улица Пушкина, дом 6       | https://zhukgimn1.edumsko.ru/ https://web.archive.org/web/20130308050939/http://gimnasium-one.ru/         |
| Средняя общеобразовательная школа №2                                              | улица Маяковского, дом 15  | https://zhuksch2.edumsko.ru/                                                                              |
| Средняя общеобразовательная школа №3 с углублённым изучением английского языка    | улица Ломоносова, дом 13   | https://zhuksch3.edumsko.ru/                                                                              |
| Средняя школа №4                                                                  | улица Менделеева, дом 9    | http://zhuksch4.edumsko.ru http://school4zhuk.ucoz.ru/                                                    |
| Школа №5 имени Ю. А. Гарнаева с углублённым изучением отдельных предметов         | улица Гарнаева, дом 3А     | https://zhuksch5.edumsko.ru/                                                                              |
| Школа №6 с углублённым изучением предметов музыкально-эстетического цикла         | Школьная улица, дом 6      | https://zhuksch6.edumsko.ru/                                                                              |
| Средняя школа №7                                                                  | улица Дугина, дом 19       | http://zhuksch7.edumsko.ru/                                                                               |
| Средняя школа №8                                                                  | улица Фрунзе, дом 8        | https://zhuksch8.edumsko.ru/ http://school8juk.narod.ru/                                                  |
| Средняя школа №9                                                                  | Молодёжная улица, дом 9    | https://zhuksch9.edumsko.ru/ http://nine-school.moy.su/                                                   |
| Школа №10 с углублённым изучением отдельных предметов                             | улица Дугина, дом 16       | https://zhuksch10.edumsko.ru/ https://web.archive.org/web/20131230233648/http://school10zhuk.site2day.ru/ |
| Средняя школа №11                                                                 | Молодёжная улица, дом 25   | https://zhuksch11.edumsko.ru/                                                                             |
| Средняя школа №12 с углублённым изучением отдельных предметов                     | улица Баженова, дом 12     | http://zhuksch12.edumsko.ru/                                                                              |
| Средняя общеобразовательная школа №13 с углублённым изучением отдельных предметов | улица Осипенко, дом 7      | http://zhuksch13.edumsko.ru/                                                                              |
| Лицей №14 имени М. М. Громова                                                     | улица Федотова, дом 19     | http://zhukliceum14.edumsko.ru/                                                                           |
| Основная общеобразовательная школа №15 с русским этнокультурным компонентом       | Молодёжная улица, дом 36   | http://zhuksch15.edumsko.ru/                                                                              |
| МОУ школа-интернат                                                                | Лесная улица, дом 7        | http://www.zhukschint.edumsko.ru/                                                                         |
| Вечерняя средняя школа                                                            | улица Спасателей, дом 4    | |
| Общеобразовательная свободная школа                                               | Строительная улица, дом 10 | http://zhukfreeschool.edumsko.ru/ http://freeschool.ru/                                                   |